# Philipp Kahlhöfer
Johann Philipp Kahlhöfer (* 28. Oktober 1795 in Rhena; † 14. Januar 1859 in Meineringhausen) war ein deutscher Bürgermeister und Politiker.
Kahlhöfer war der Sohn des Jost Heinrich Kahlhöfer (1761–1834) und dessen Ehefrau Johanne Marie, geborene Behlen (1765–1834). Er heiratete am 26. Dezember 1822 in Rhena Anne Christine Behlen (1798–1878). Der gemeinsame Sohn Friedrich Kahlhöfer wurde ebenfalls Abgeordneter. Kahlhöfer war Bürgermeister in Rhena. Von 1851 bis 1852 war er Abgeordneter im Landtag des Fürstentums Waldeck-Pyrmont. Er wurde für den VII. Wahlkreis gewählt.